# Los dúo 3
Los dúo 3 es el trigésimooctavo  álbum de estudio del cantautor mexicano Juan Gabriel, lanzado el 11 de noviembre de 2022. Es el primer álbum póstumo del cantante tras su fallecimiento en 2016. Este es la tercera entrega de su serie de álbumes de duetos (Los dúo y Los dúo 2), contiene colaboraciones con artistas de distintos géneros en canciones trabajadas con material que Juan Gabriel dejó grabado antes de su deceso.
En este disco, sigue la línea de sus antecesores discos, esta vez, el cantautor regrabó otros de sus clásicos temas en duetos con cantantes y bandas como Anahí, Mon Laferte, Gloria Trevi, Danna, Luciano Pereyra y Pepe Aguilar, entre muchos otros. 

## Lista de canciones
Todas las canciones escritas y compuestas por Juan Gabriel a excepción de Have you ever seen the rain? por John Fogerty y Venecia sin ti por Charles Aznavour.. 
| N.º   | Título                                            | Duración |  |
| 1.    | «Déjame vivir» (con Anahí)                        | 3:56     |  |
| 2.    | «Por qué me haces llorar» (con Gloria Trevi)      | 3:17     |  |
| 3.    | «Cada vez y cada vez» (con Pepe Aguilar)          | 3:17     |  |
| 4.    | «De mí enamórate» (con Danna)                     | 4:59     |  |
| 5.    | «He venido a pedirte perdón» (con Mon Laferte)    | 3:56     |  |
| 6.    | «Have you ever seen the rain?» (con John Fogerty) | 2:47     |  |
| 7.    | «Nada más decídete» (con Ángela Aguilar)          | 3:06     |  |
| 8.    | «Luna tras luna» (con George Benson)              | 4:22     |  |
| 9.    | «Yo no nací para amar» (con Lasso)                | 4:24     |  |
| 10.   | «Venecia sin ti» (con Charles Aznavour)           | 3:18     |  |
| 11.   | «Te doy 8 días» (con La Adictiva)                 | 2:54     |  |
| 12.   | «Déjame» (con Luciano Pereyra)                    | 4:26     |  |
| 13.   | «Mía un año» (con Eslabón Armado)                 | 2:54     |  |
| 14.   | «Ya» (con Banda El Recodo & La India)             | 2:53     |  |
| 50:19 |                                                   |          |  |